# Колк'я
Ко́лк'я (ест. Kolkja alevik, рос. Кольки) — селище в Естонії, у волості Пейпсіяере повіту Тартумаа.

## Населення
Чисельність населення на 31 грудня 2011 року становила 277 осіб.

## Географія
Селище розташоване на березі Чудського озера.
Через населений пункт проходить автошлях 22242 (Алатсківі — Варнья).

## Історія
До 23 жовтня 2017 року селище було адміністративним центром волості Пейпсіяере.

## Галерея

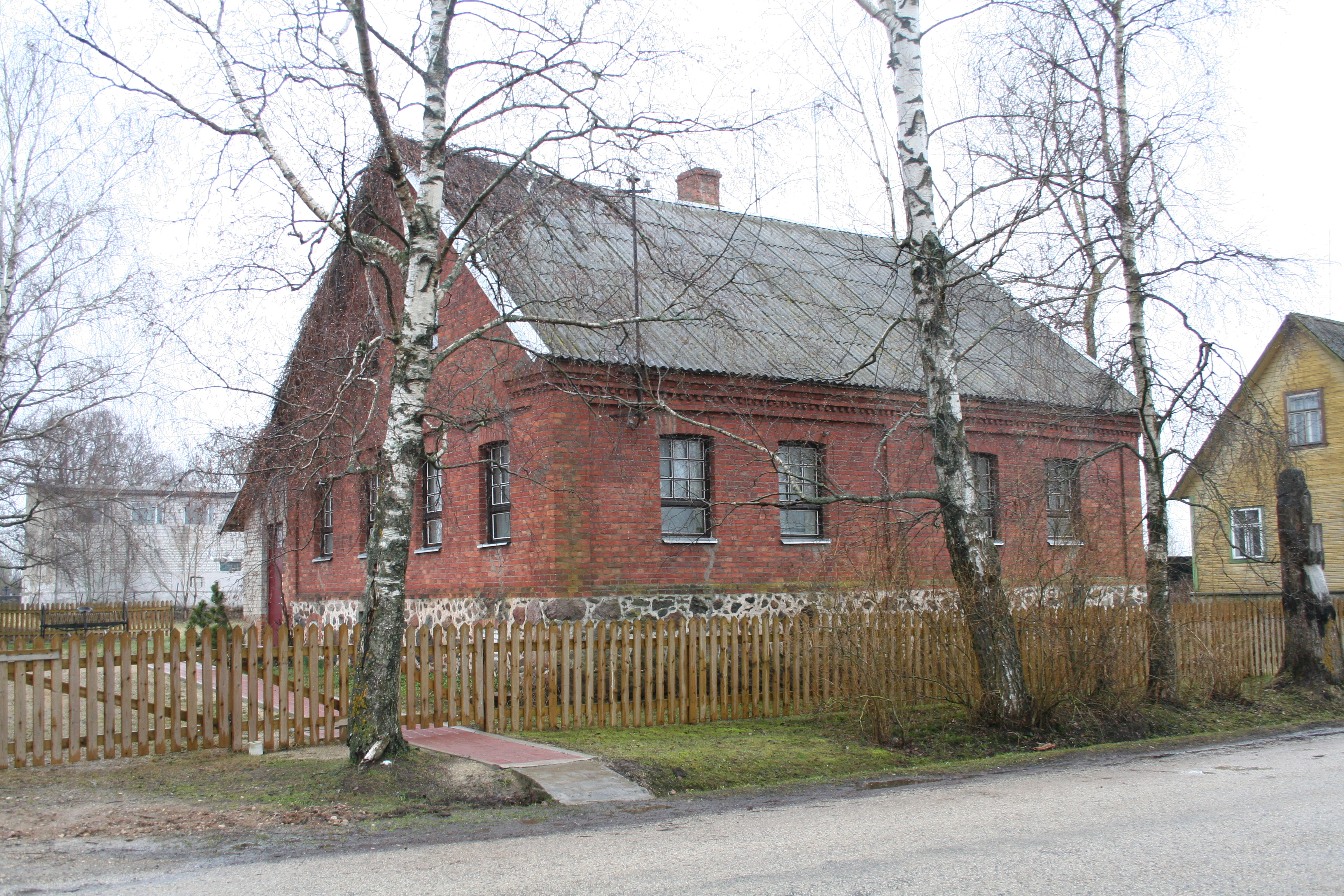
Музей старообрядців
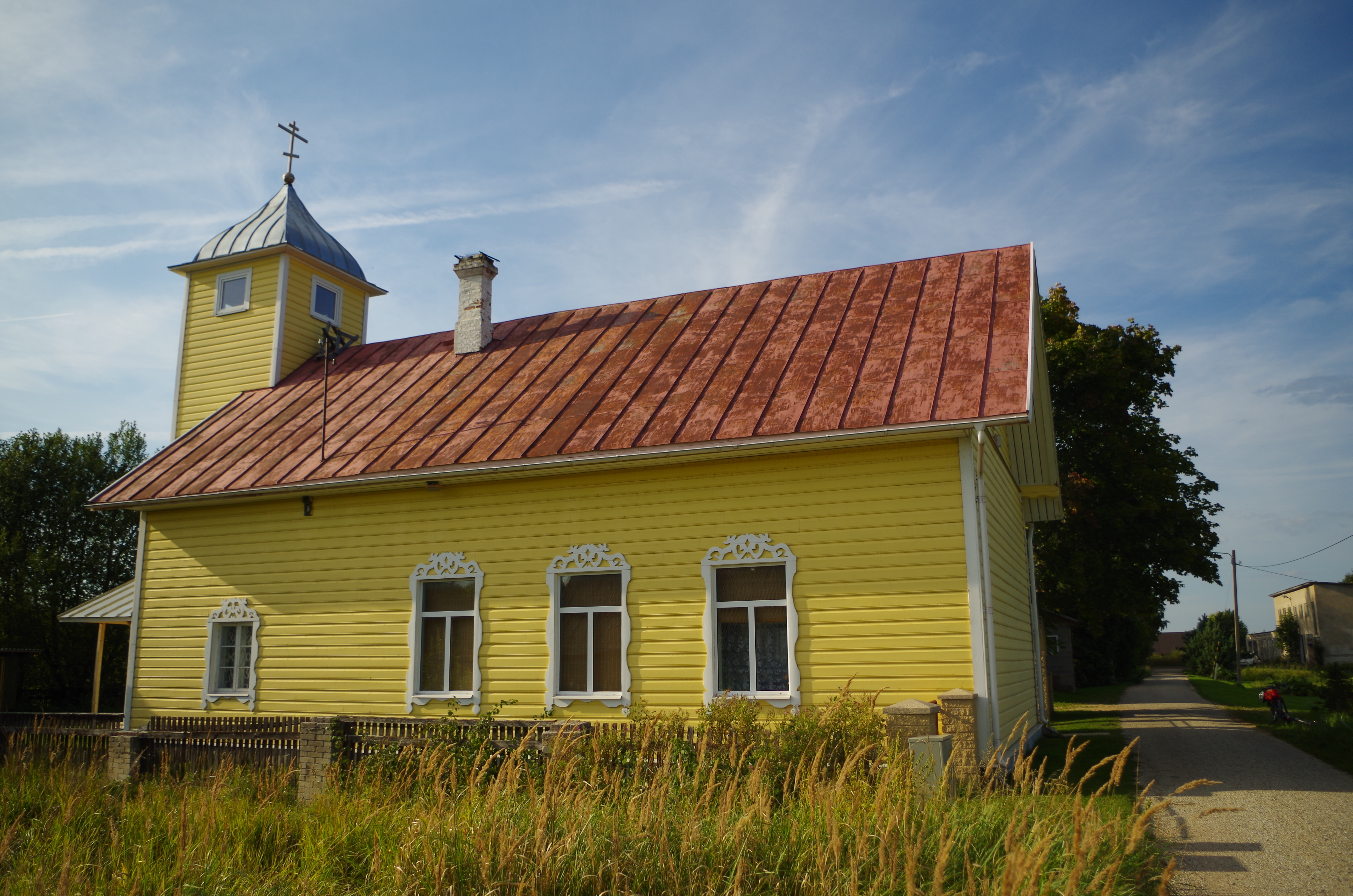
Старообрядницька церква
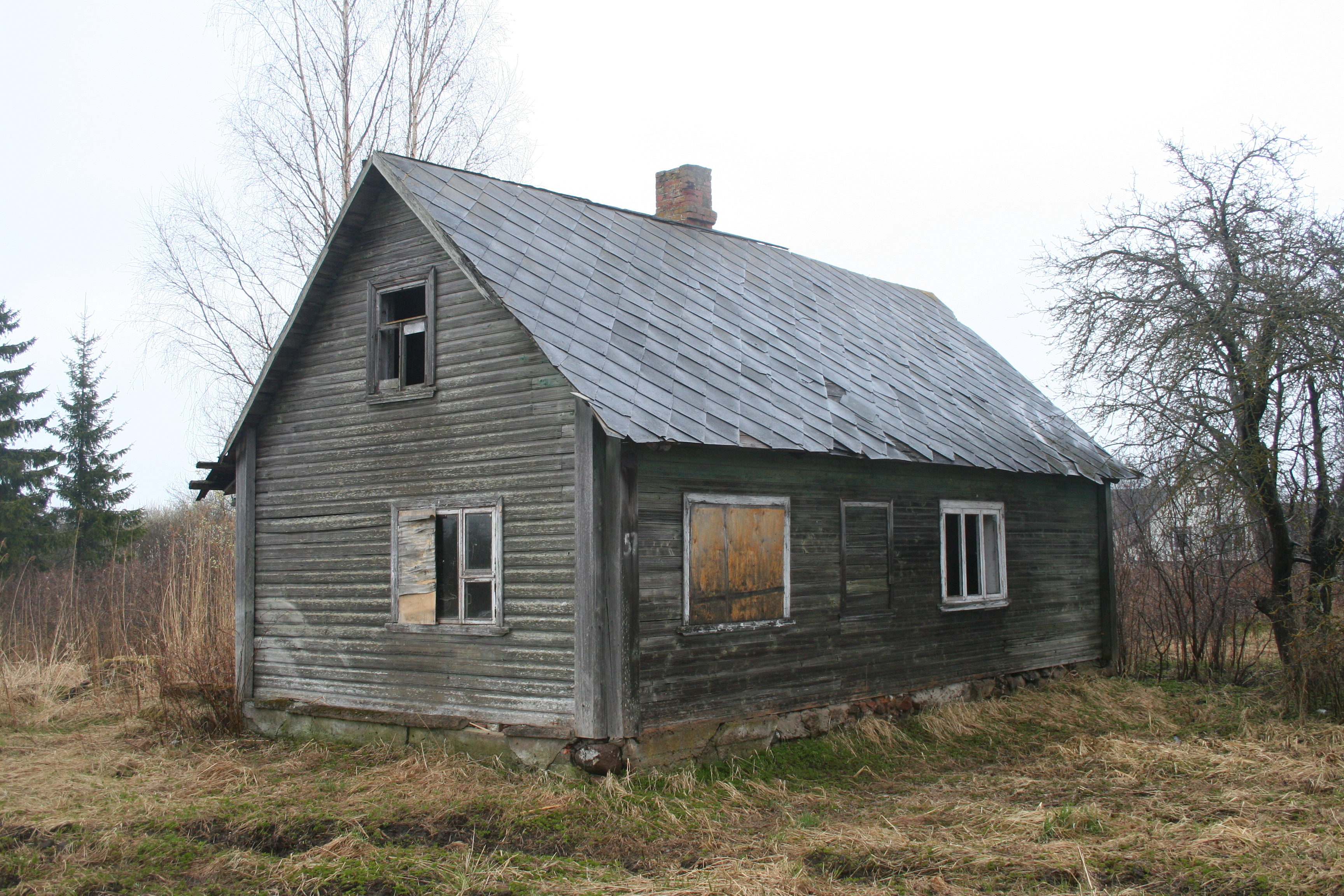
Дерев'яний будинок
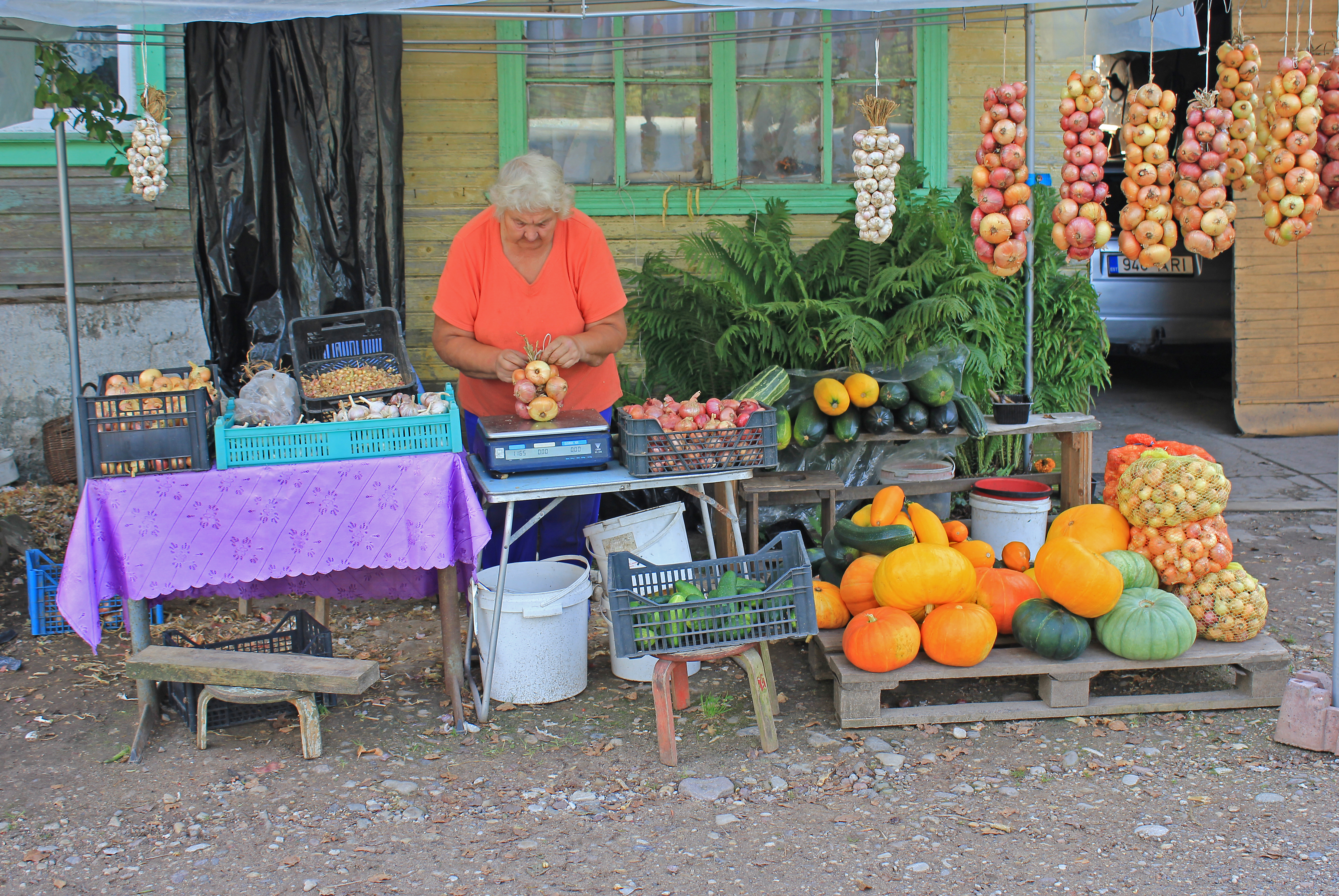
«Цибулинна дорога» (Sibulatee) — придорожня торгівля овочами
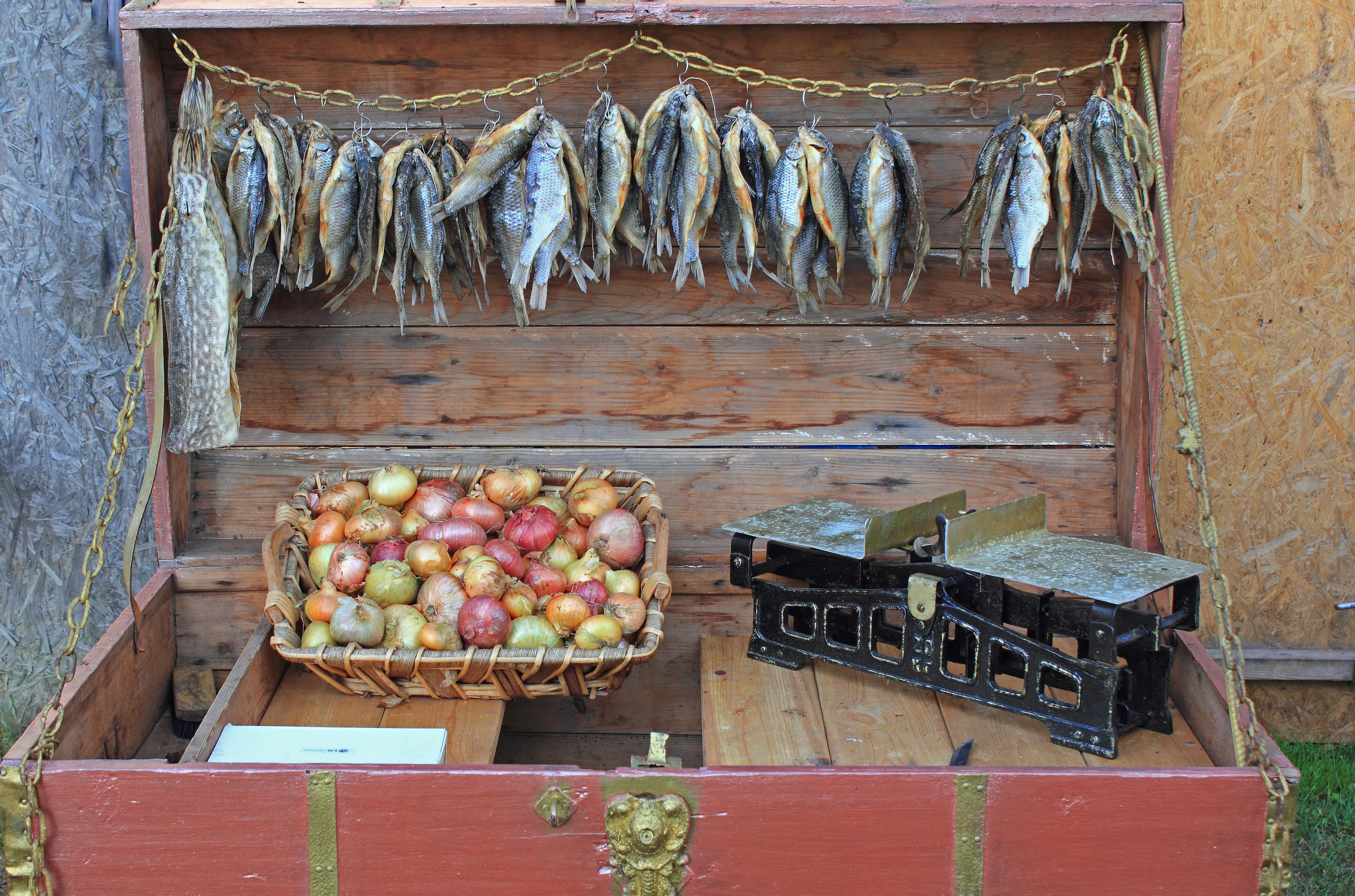
Цибулинна та рибна торгівля